# 하이로 어센시오
하이로 마뉴엘 어센시오(Jairo Manuel Asencio, 1983년 5월 30일 ~ )은 도미니카 공화국의 야구 선수이자, 메이저 리그 시카고 화이트삭스에서 투수이다.

## 미국 프로야구 시절
2009년 애틀랜타 브레이브스에 입단했다.

## 한국 프로야구 시절

### KIA 타이거즈시절
2014년 마무리 감을 찾지 못하던 KIA 타이거즈의 외국인 투수로 영입되었다. 그는 7월까지는 홀튼 그 이후에는 토마스와 브렛 필이 동시에 나오면 그가 출전 못하는 페널티가 있으나 그는 차곡차곡 세이브를 기록하고 있다. 2014년 5월 28일 KIA가 두산 베어스 홀튼과 브렛 필이 동시 출전하여 8회까지 6:3을 이기다가 당시 가장 컨디션이 좋았던 김태영 (1980년)이 그를 대신 나왔지만 7실점으로 불을 질러 팀이 6:10을 패배 한 이후 선동열 감독은 이를 깨닫고 토마스와 브렛 필의 동시 출전을 자제하며 세이브를 쌓는데 탄력을 받았다. 하지만 후반기 들어 블론세이브가 잦아진데다가 외국인 선수 출전 페널티까지 걸려 결국 시즌 후 보류명단에서 제외되었다
그리고 퇴출되었다

## 주요 정보

### 통산 기록

#### KBO
| 년도 | 팀  | 평균자책 | 경기수 | 승 | 패 | 세 | 홀드 | 완투 | 완봉 | 이닝   | 피안타 | 피홈런 | 4사구 | 탈삼진 | 실점 | 자책점 |
| ---- | --- | -------- | ------ | -- | -- | -- | ---- | ---- | ---- | ------ | ------ | ------ | ----- | ------ | ---- | ------ |
| 2014 | KIA | 4.05     | 46     | 4  | 1  | 20 | 0    | 0    | 0    | 46 2/3 | 49     | 5      | 16    | 56     | 24   | 21     |